# Se taire est impossible
 (septembre 2024).
- Si vous ne connaissez pas le sujet, laissez ce bandeau (vous pouvez alors contacter les auteurs).
- Si vous supprimez le contenu mis en cause (vous pouvez préalablement contacter les auteurs),

argumentez précisément cette suppression dans la page de discussion
(un manque de référence n'est pas un argument ; une recherche réelle de référence doit avoir été effectuée, être formellement documentée).
Se taire est impossible est un essai écrit conjointement par l'écrivain franco-espagnol Jorge Semprún et le prix nobel de la paix Elie Wiesel. Leur objectif était de commémorer le cinquantenaire de la libération des camps de concentration allemands.

## Présentation et contenu
Élie Wiesel et Jorge Semprun : deux hommes, deux destins confrontés au tragique du XXe siècle, deux témoins incomparables qui se retrouve dans cet essai pour livrer leur expérience, réfléchir et confronter leur vision de cette époque.
Ils se croisent en 1945, anonymes parmi les anonymes, dans le troupeau des condamnés du camp de concentration nazi de Buchenwald. Et ils se retrouvent en 1995 -un demi-siècle plus tard donc- pour parler, faire une espèce de bilan et d'en tirer quelques lignes de conduite qui font qu'au moins, la vérité qu'ils portent en eux soit exprimée à travers leurs souvenirs et leur vécu. 
Entre ces deux époques, il y eut une brève rencontre qu'évoque Jorge Semprun dans son livre de souvenirs sur son ami Montand intitulé Montand la vie continue :
Jorge Semprun est à New York en septembre 1982, accompagnant Yves Montand en tournée. Le journaliste Marc Kravetz s'y trouvait aussi, qui venait d'interviewer Simone Signoret, article qui parut dans Le Matin de Paris, interviewa également Montand et les présenta à Élie Wiesel que Semprun « ne connaissait pas personnellement. » 
« Je le visitais une fois, ajoute-t-il, avec Simone (Signoret) et Colette, celle-ci (la femme de Semprun) étant venue nous rejoindre à New York. Et puis une deuxième fois le dimanche 12 septembre 1982, avec Simone seulement, ma femme ayant déjà regagné Paris. [...] De Buchenwald à ce dimanche new-yorkais, en passant par nos visions d'Israël, nos vies avaient cheminé sans se croiser, nouées pourtant autour d'expériences comparables. Si tant est qu'on puisse comparer l'expérience d'un ancien déporté juif comme Wiesel à n'importe quelle autre expérience de notre époque. »
« Quelques semaines plus tard, ajoute-t-il en conclusion, à Los Angeles le 20 octobre et à Tokyo les jours suivants, j'ai pourtant longuement évoqué avec Montand lui-même les conversations que nous avions eues avec Élie Wiesel. »

## Sélection bibliographique
- Élie Wiesel, La Nuit, témoignage, éditions de Minuit, 1958, réédition 2007 avec une nouvelle préface.
- Élie Wiesel et François Mitterrand, Mémoire à deux voix, dialogues, éditions Odile Jacob, 1995.
- Myriam B. Cohen, Elie Wiesel, variations sur le silence, éditions Rumeur des Ages, 1988.
- Robert Antelme, L'Espèce humaine, Éditions Gallimard, 1947, rééditions en 1957 et 1999.
- Maria Angélica et Semilla Duran, Le Masque et le Masqué : Jorge Semprún et les abîmes de mémoire, éditions Presses Universitaires du Mirail, Collection des Hespérides, 2005.